# بوب دريك
بوب دريك (بالإنجليزية: Bob Drake)‏ هو ملحن ومهندس الصوت ومنتج أسطوانات وموسيقي أمريكي، ولد في 6 ديسمبر 1957 في كليفلاند في الولايات المتحدة.

## وصلات خارجية
- بوب دريك على موقع ميوزك برينز (الإنجليزية)
- بوب دريك على موقع ديسكوغز (الإنجليزية)